# 欧亚矢车菊
欧亚矢车菊（学名：[Centaurea ruthenica] 错误：{{Lang}}：文本有斜体标记（帮助））为菊科矢车菊属的植物。分布于俄罗斯、欧洲以及中国大陆的新疆等地，生长于海拔1,200米至1,900米的地区，一般生于山坡及山沟近水处，目前已由人工引种栽培。

## 异名
- Centaurea ruthenica Lam. var. bipinnatifida Trautv. Enum.